# Christian Kezel
Christian Kezel, né le 6 juin 1950 à Villeurbanne, est un tireur sportif français, qui a disputé les épreuves de tir aux Jeux olympiques d'été de 1988 et de 1992.
Il remporte une médaille d'argent en pistolet à feu rapide aux Championnats du monde de tir de 1994.